# ペトル・チェフ
ペトル・チェフ（Petr Čech、 1982年5月20日 - ）は、チェコ・プルゼニ出身の元サッカー選手。チェルシーFCの元アドバイザー。元チェコ代表。ポジションはゴールキーパー。
チェルシーFCでは、プレミアリーグ優勝4回、FAカップ優勝4回、UEFAチャンピオンズリーグ優勝1回、UEFAヨーロッパリーグ優勝1回を経験し、自身も4度のプレミアリーグ最優秀ゴールキーパー賞を受賞するなど世界最高峰のゴールキーパーとして活躍。チェコ代表でも同国代表歴代最多となる124試合に出場し、UEFA EURO 2004でのベスト4進出や、チェコ独立後初となるFIFAワールドカップ出場（2006年ドイツ大会）に貢献した。
また後述する頭部の負傷により装着するようになったヘッドギアを装着しプレーすることでも知られている。
名前の発音は各言語により違いがあるが（日本ではチェフ以外にツェフ、ツェホなどと表記される）、チェコ語ではペトル・チェフとなる。ツェフはドイツ語読みに近い。

## クラブ経歴

### チェコ時代
地元の小クラブ、FCヴィクトリア・プルゼニでユース時代を過ごし、1999年にFKフメル・ブルシャニへ移籍しプロデビューした。すぐさま頭角を表すと、2001年夏に移籍金70万ユーロ（約9200万円）で同国のACスパルタ・プラハへ移籍。移籍後すぐにポジションを射止めると、リーグではもちろん、UEFAチャンピオンズリーグでもスパルタ・プラハの堅守に貢献し、グループリーグで前年覇者のバイエルン・ミュンヘンを完封するなどの活躍を見せた。

### レンヌ
2002年夏に活躍の場を国外に求め、7月9日に移籍金375万ポンドでフランスのレンヌに加入した。ここでもレギュラーの座を手中に収めて安定したパフォーマンスをみせ、初年度こそ最後まで残留争いに巻き込まれて15位だったものの、2年目は9位に押し上げた。それ以降のレンヌは毎年1桁順位を記録しており、長年リーグの中位から下位をさまよっていたレンヌをリーグ中位の常連に押し上げた。

### チェルシー

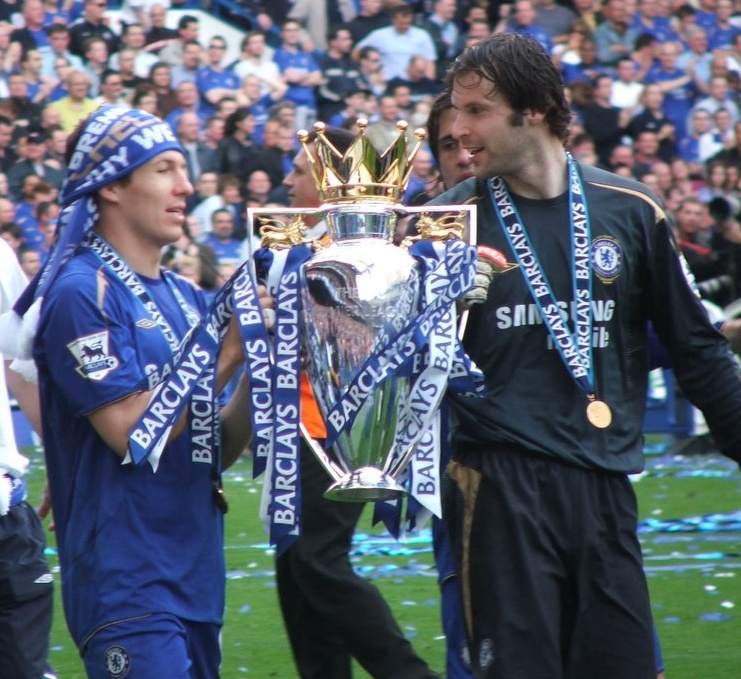
2006年、チェルシーで2度目のリーグ優勝を喜ぶチェフ

2004年7月1日、2シーズン在籍したレンヌを離れてイングランドのチェルシーへ700万ポンドで移籍した。移籍当初は実績のあるカルロ・クディチーニとのポジション争いが予想されたが、EURO2004での高評判もあって正GKの座に収まり、持ち前の堅実なプレーを見せて移籍1年目ながらピーター・シュマイケルが保持していた694分連続無失点のプレミアリーグ記録を更新（後にエドウィン・ファン・デル・サールに更新される）。なお、クラブもチェフと共にアーセナルが保持していた823分の連続無失点記録を更新し、この記録を1025分まで伸ばしている。移籍1年目ながらチームの半世紀ぶりとなるリーグ優勝に貢献したほか、チェコ最優秀選手賞と共にUEFA最優秀GK賞を受賞し、「世界屈指のGK」として確固たる評価を得た。

### 頭部の負傷
順風満帆なキャリアを歩んでいたが、2006年10月14日のプレミアリーグ第8節・レディング戦でボールを奪おうとしたレディングのMFスティーヴン・ハントと激しく接触して頭蓋骨陥没骨折の重傷を負い、一時は意識不明に陥って選手生命も危惧された。また、チェフと交代したカルロ・クディチーニまでもが負傷し、その時点でチェルシーは交代枠を使い切っていたため、やむなくDFジョン・テリーがゴールマウスを守ることになった（クディチーニは幸い軽傷だった）。ジョゼ・モウリーニョ監督はハントの行為を厳しく非難するとともにチェフが一命を取り留めたことを「奇跡」と表現した。
その後意識は回復したものの、復帰には最短でも1年はかかると診断された。が、驚異的な回復力で2007年1月20日のプレミアリーグ第24節・リヴァプール戦で先発出場して復帰を果たした。その後は常にラグビー用のヘッドギアを装着して試合に臨んでいる。骨折自体は完治しているが、強度はまだ完全には元に戻っていないこと、ヘッドギア装着でのプレーが定着しているなどの理由で、引退まで装着し続けた。

### 復帰後
復帰後は2007年9月20日にモウリーニョが退団し、チームは混乱に陥った。自身も11月6日のチャンピオンズリーグのシャルケ戦でふくらはぎを、12月23日のブラックバーン戦では腰をそれぞれ負傷するなど怪我に苦しめられた。特にふくらはぎの負傷に関してはその後も慢性化している。

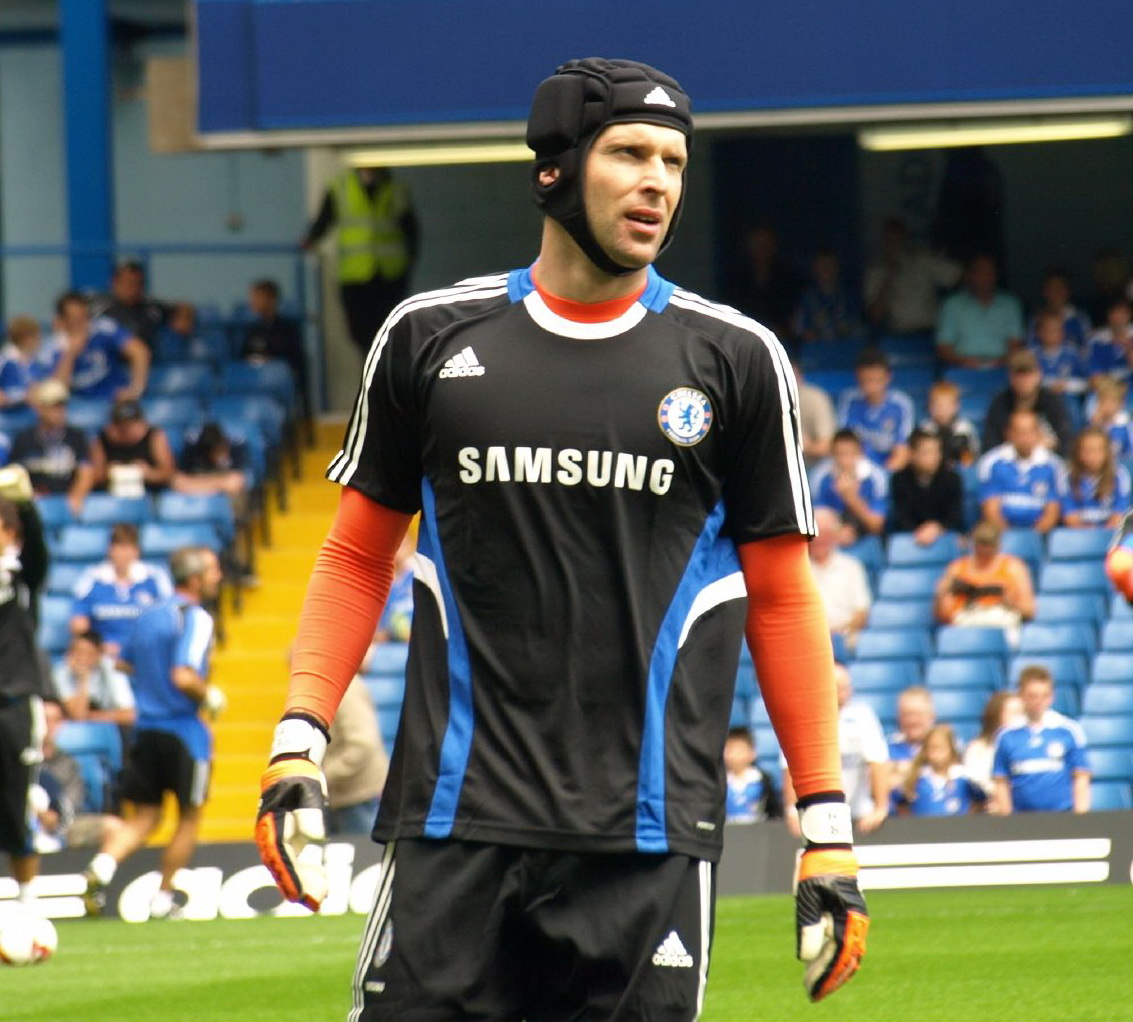
2008-09シーズン、ポーツマス戦でのチェフ

2008年2月24日のリーグ杯決勝のトッテナム戦では延長前半4分に自身のクリアミスからジョナサン・ウッドゲートにヘディングで決勝点を奪われ1-2で敗れ準優勝に終わった。
一方、チャンピオンズリーグでは初めて決勝に進出。5月21日の決勝ではマンチェスターユナイテッドとの同国対決となり、1-1でPK戦に突入。自身はクリスティアーノ・ロナウドのPKを止めたが、テリーが決めれば優勝だったはずのPKを失敗し、最後はニコラ・アネルカが相手GKファン・デル・サールに止められて5-6で敗れ初優勝を逃した。リーグ戦でもユナイテッドに次ぐ2位に終わり、FAカップでも準々決勝で2部のバーンズリーに敗れるなど優勝まであと1歩届かないシーズンとなった。
7月21日、新たに5年契約を結んだ。11月1日のサンダーランド戦では5-0で大勝し、チェルシーで100試合目のクリーンシートを達成した。しかし、10月26日のリヴァプール戦では2004年2月21日のアーセナル戦以来のホームでの黒星を喫し、3月20日のフラム戦より続いたスタンフォード・ブリッジでの無敗記録が86で止まった。この年はリーグ3連覇を果たしたユナイテッドと年間わずか2敗だったリヴァプールの前に埋没し3位に終わった。チャンピオンズリーグでも準決勝で優勝したバルセロナに敵地カンプ・ノウでの1stレグはスコアレスドローと健闘、ホームでの2ndレグでは前半早々にマイケル・エッシェンのゴールで先制し、相手DFのエリック・アビダルも退場していたものの、後半ロスタイムにアンドレス・イニエスタにアウェーゴールを許し敗北した。FAカップでは2009年5月30日の決勝でエヴァートンに勝って優勝して無冠は免れた。
8月14日のコミュニティシールドでは前年リーグ王者のユナイテッド相手にPK戦にまで縺れ込んだが、ライアン・ギグスとパトリス・エヴラのPKをストップして4-1で勝利し4年ぶりに優勝した。リーグ戦でも4連覇を狙ったユナイテッドと最後まで激しい優勝争いを繰り広げたが、最終節のウィガン戦で8-0と圧勝し、勝ち点差1で4季ぶりのリーグ優勝を遂げた。FAカップでも2010年5月15日の決勝で最下位で降格が決まりなおかつ経営破綻したポーツマスとの試合でケヴィン＝プリンス・ボアテングのPKを止める活躍を見せ、1-0で勝利し連覇とともに2冠を達成した。
8月8日のコミュニティシールドでは前年と同じくユナイテッドと対戦したが、1-3で敗れた。この年は移籍後初めて全38試合にフル出場したが、11月10日のフラム戦以降年明けまで9試合でわずか1勝と不振に陥ってしまう。2月14日の同じくフラム戦から10試合負けなしと盛り返し首位を走るユナイテッドを猛追したが、5月8日の直接対決で敗戦し、連覇を逃した。チャンピオンズリーグでも準々決勝でユナイテッドに敗れ、国内カップ戦でも早々に敗退して3季ぶりの無冠に終わるなど収穫に乏しいシーズンとなった。

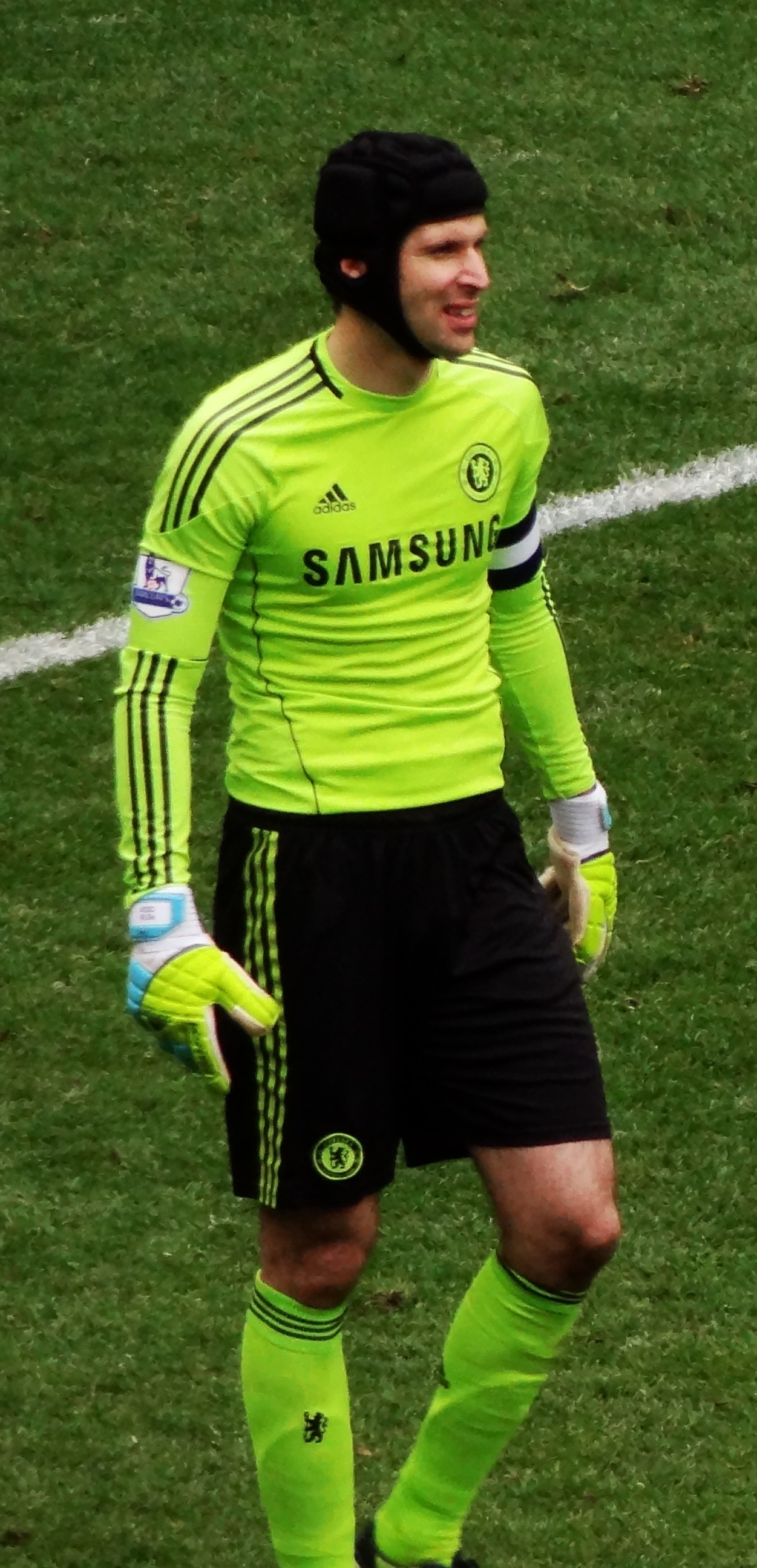
2011-12シーズン、レスター戦でのチェフ

2011年8月18日、トレーニング中に膝を負傷して全治4週間と診断される。その後予定よりも早く9月10日のサンダーランド戦で復帰した。チェルシーは序盤こそ好スタートを見せたものの、10月23日のQPR戦では2人の退場者を出して0-1で完封負け、10月29日のアーセナルとの「ビッグロンドン・ダービー」ではホームで5失点という屈辱的な敗北を喫した。その後も調子は上がらず12月31日のアストンヴィラとのホームゲームでも1-3で敗れ、4試合未勝利で2011年を終えた。この間は自身のミスとともに、DF陣の綻びが目立った。
年が明け2012年になっても一向に調子は上向かず、2月21日のチャンピオンズリーグラウンド16・1stレグではナポリに1-3で敗れ、ベスト16で敗退の危機に陥った。さらに3月3日のWBA戦で0-1で敗れた直後にアンドレ・ビラス・ボアス監督が解任。その後、アシスタントコーチのロベルト・ディ・マッテオが暫定監督に就くとチームは復調を見せ、敗退の危機にあったチャンピオンズリーグは3月14日の2ndレグで延長戦の末ナポリに4-1で勝利。4月15日のFAカップ準決勝では同じロンドンのライバルであるトッテナムに5-1で圧勝して決勝に進出。5月5日の決勝では、リーグカップとのカップ戦W制覇を狙ったリヴァプールと対戦。後半37分にはアンドリュー・キャロルのヘディングシュートをゴールラインすれすれで右手1本で防ぎ、2-1で勝利。2年ぶりの栄冠を手にした。
チャンピオンズリーグでは、準決勝で王者バルセロナ（以下バルサと表記）と対戦。圧倒的不利との予想通り、4月18日のホームでの1stレグはバルサにボールを支配される展開となった。後半42分にはリオネル・メッシのFKからカルレス・プジョルに頭で合わせられたが、これを見事にファインセーブで切り抜けた。この他にもバルサの決定機を尽く防いで1-0で勝利。前半ロスタイムにディディエ・ドログバが決めたゴールを最後まで守り抜いた。4月24日にアウェーで行われた2ndレグではバルサに2点を先行され、さらにギャリー・ケイヒルが負傷で、ジョン・テリーがアレクシス・サンチェスのシミュレーションで退場となるなど厳しい展開になった。前半ロスタイムに1点を返してアウェーゴール差で再びリードを奪うと、後半はメッシがPKを失敗。チェフ自身も後半17分にはイサーク・クエンカとの1対1を、終了間際にはハビエル・マスチェラーノのミドルシュートをそれぞれセーブ。ロスタイムにはフェルナンド・トーレスの同点ゴールが生まれ、2戦合計3-2でバルサに3年前の借りを返すとともに4年ぶりに決勝へ進んだ。
5月19日のバイエルンとの決勝は、ラミレス、ブラニスラヴ・イヴァノヴィッチ、テリー、ラウール・メイレレスの4人を累積警告で欠いた上、バイエルンのホームフースバル・アレナ・ミュンヘンで行われることもあってバイエルン有利とみられていた。後半38分にトーマス・ミュラーに先制点を奪われるも、後半43分にフアン・マタのCKからドログバのヘディングで土壇場で同点に。延長戦ではアリエン・ロッベンのPKを止めるなど安定したセービングを見せ、試合もPK戦へ突入した。チェルシーの1人目マタがマヌエル・ノイアーに止められるなど一時はリードを許したが、イビツァ・オリッチとバスティアン・シュヴァインシュタイガーのPKを続けざまに防ぎ、最終的にはドログバがネットを揺らして4-3で勝利し初優勝を決めた。リーグ戦6位、シーズン途中での監督交代にも関わらず、2冠で自身の30歳の誕生日を祝った。
5月28日、2016年まで契約を延長した。
2014-15シーズンからは、新加入のティボ・クルトゥワにレギュラーポジションを奪われ、出場機会が激減した。3部チーム相手にホームで4得点を挙げられるなど自身も調子が上がらず、シーズン終了後にアーセナルに移籍した。

### アーセナル
2015年6月29日、同じロンドンに本拠地を置くライバルチームのアーセナルFCへの移籍が決定した。背番号は33番。この背番号を選んだ理由についてチェフ本人は「33番で新しい一章を始めるのは、現在33歳であること、そしてプレミアリーグの出場試合数が333だからだ。選ぶのは簡単だったよ」とコメント。自身の年齢とプレミアリーグでの出場試合数に由来があることを明かした。
12月28日のボーンマス戦でリーグ新記録となる170試合のクリーンシートを記録。最終的にリーグ最多となる16度のクリーンシートを記録し、自身4度目のリーグ最多を受賞した。2016-17シーズン、FAカップ決勝では出場こそ無かったが、優勝メンバーとなり自身5度目のFAカップ優勝を経験した。
2018年3月のリーグ第30節ワトフォードFC戦でPKをストップし、プレミアリーグで通算200試合のクリーンシートを達成した。ちなみにチェフがPKをストップしたのは実に7年ぶりである。
2018年5月21日、2018-19シーズンから背番号をヴォイチェフ・シュチェスニーの退団により空いていた1番に変更することが発表された。開幕当初こそレギュラー出場していたが、負傷で離脱するとベルント・レノにレギュラーポジションを奪われた。2019年1月15日、今シーズン限りで現役を引退することを自身のSNSで発表、ヨーロッパリーグ決勝では古巣チェルシー相手に先発出場し、ジルーの決定機をセーブするなどのプレーも見せたが、4-1とチェルシーに敗れ、現役ラストマッチを有終の美は飾れなかった。

## 代表経歴
2002年夏に行われたUEFA U-21欧州選手権にU-21チェコ代表として出場して優勝した。決勝ではU-21フランス代表を完封し、PK戦でもPKを2回止めている。同年2月のハンガリー戦でA代表デビューを果たし、EURO2004予選以降はレギュラーに定着。EURO2004ではベスト4に進出したが、優勝したギリシャのトライアノス・デラスにヘディングでの得点を許して敗れた。チェコは準々決勝のデンマーク戦を除く全ての試合で失点を喫したが、そのパフォーマンスは大会を通し高い評価を得た。
ドイツW杯欧州予選ではオランダに2試合で4失点を喫したものの、グループ2位でプレーオフに進出した。プレーオフのノルウェー戦には2試合合計2-0で勝利し、自身そしてチェコ独立後初となるW杯の出場権を獲得した。しかし本大会では初戦のアメリカ戦に勝利したものの3試合で4失点を喫し、グループリーグ敗退に終わった。だが、この結果は個人の失敗のみを表すようなものではなく、本人は再三に渡って好セーブを連発している。特に2戦目のガーナ戦では2失点を喫したものの、チェフの孤軍奮闘ぶりは際立っていた。前半で退場者を出し数的不利になり、シュート20本（うち枠内シュート8本）とガーナの厳しい攻めに遭いながら2失点で抑えたそのパフォーマンスは、守護神と呼ばれるに相応しいものであった。3戦目のイタリア戦でも2失点を喫したが、それはこの試合でも前半で退場者を出し数的不利になり、勝たないとグループリーグ突破が絶望的となる状況で攻撃に出た結果である。
その後、EURO2008予選ではドイツと同組になったものの見事1位で予選を通過した。そして、本大会では初戦で開催国スイスに勝利したものの、続くポルトガル戦には敗れ、グループリーグ突破を懸けて最終節のトルコ戦に臨んだ。しかし、この勝負の試合でチェコは2点を先行するも、75分以降に3失点を喫し大会を去ることとなった。自身も87分に相手のクロスをキャッチし損ね、2失点目に直結するミスを犯してしまった。グループリーグにおける1試合当たりのセーブ数としては、16か国中最多の平均6本を記録したにも関わらず、失意の結果となった。
南アフリカW杯欧州予選ではグループ3でスロバキアとスロベニアの前に3位に終わり本大会出場は叶わなかった。
EURO2012予選では前回W杯優勝国で8戦全勝のスペインに次ぐ2位となりプレーオフに回った。プレーオフではモンテネグロと対戦し2試合合計3-0（初戦:2-0、2戦目:1-0）で勝利し本大会出場を決めた。本大会では初戦でロシアに1-4
で大敗したが、続くギリシャと開催国ポーランドに連勝しギリシャとともに2大会ぶりのグループリーグ突破を決めた。しかし、準々決勝ではポルトガルに0-1で敗れた。
2013年3月26日、ブラジルW杯欧州予選のアルメニア戦でカレル・ポボルスキーに次ぐ史上2人目となる通算100試合出場を達成した。2016年5月27日のマルタとの親善試合が代表通算119試合目の出場となり、カレル・ポボルスキーの持つチェコ代表の通算出場記録数を更新した。
UEFA EURO 2016ではグループリーグ3試合にフル出場したものの、5失点を喫し1分2敗のグループ最下位で敗退。2016年7月8日に代表引退を表明した。

## 引退後

### チェルシー
2019年6月21日、長年在籍した古巣チェルシーにテクニカルアドバイザーとして復帰することが発表された。

### アイスホッケー
2019年10月9日、ゴールテンダーとしてナショナルアイスホッケーリーグ ディビジョン2（イギリスのアイスホッケーリーグ4部）のギルドフォード・フェニックスと契約した。ドミニク・ハシェックに敬意を表して背番号39番の背番号を選択した。 アイスホッケーをプレーしながら、チェルシーでの技術・パフォーマンスアドバイザーとしての役割を続けていくと語った。10月13日のアイスホッケーデビュー戦では、2つのペナルティを止め、他にもいくつかの重要なセーブをしたことで、マン・オブ・ザ・マッチに選ばれた。

## エピソード
- 趣味はドラムで、YouTubeには本人が作ったと思われる「Petr Cech」というチャンネルが存在し、チェフがドラムを叩いている動画が多数アップロードされている。またアーセナルFCのYouTube公式チャンネルでも、その腕前を披露している。
- 心理学を勉強している。そのため、ゴールキーパーにとってもっとも重要なのは「試合終了まで集中力を持続させること」であると語っている。また語学にも堪能で、母国語のチェコ語のみならずポルトガル語・英語・フランス語・ドイツ語に加え勉強中のスペイン語の6ヶ国語を話すことができる。[20]
- 幼少期にはアイスホッケーのゴールキーパーをしていたが、13歳の時にサッカーに転向した。しかし今でもアイスホッケーに情熱を傾け続けている。インタビューでは、「私は冬季オリンピックのファンなのさ。ソチオリンピックでは明らかにアイスホッケーを楽しみにしているよ」と語っている[21]。そして現役引退後の2019年10月に、イギリス4部リーグに所属するギルフォード・フェニックスと契約し、アイスホッケー選手へと転身した。同時にチェルシーでテクニカルアドバイザーとして働いていることもあり、空き時間を利用して練習することになる[22]。

## 個人成績
| クラブ           | シーズン | リーグ             | リーグ戦 | リーグ戦 | カップ戦 | カップ戦 | リーグ杯 | リーグ杯 | 国際大会 | 国際大会 | その他 | その他 | 合計 | 合計 |
| クラブ           | シーズン | リーグ             | 出場     | 得点     | 出場     | 得点     | 出場     | 得点     | 出場     | 得点     | 出場   | 得点   | 出場 | 得点 |
| ---------------- | -------- | ------------------ | -------- | -------- | -------- | -------- | -------- | -------- | -------- | -------- | ------ | ------ | ---- | ---- |
| ブルシャニ       | 1999-00  | フォルトゥナ・リガ | 2        | 0        | 1        | 0        | -        | -        | -        | -        | 0      | 0      | 3    | 0    |
| ブルシャニ       | 2000-01  | フォルトゥナ・リガ | 25       | 0        | 0        | 0        | -        | -        | -        | -        | 0      | 0      | 25   | 0    |
| ブルシャニ       | 通算     | 通算               | 27       | 0        | 1        | 0        | -        | -        | -        | -        | 0      | 0      | 28   | 0    |
| スパルタ・プラハ | 2001-02  | フォルトゥナ・リガ | 27       | 0        | 3        | 0        | -        | -        | 12       | 0        | 0      | 0      | 42   | 0    |
| スパルタ・プラハ | 通算     | 通算               | 27       | 0        | 3        | 0        | -        | -        | 12       | 0        | 0      | 0      | 42   | 0    |
| レンヌ           | 2002-03  | リーグ・アン       | 37       | 0        | 4        | 0        | 0        | 0        | -        | -        | 0      | 0      | 41   | 0    |
| レンヌ           | 2003-04  | リーグ・アン       | 33       | 0        | 3        | 0        | 1        | 0        | -        | -        | 0      | 0      | 37   | 0    |
| レンヌ           | 通算     | 通算               | 70       | 0        | 7        | 0        | 1        | 0        | -        | -        | 0      | 0      | 78   | 0    |
| チェルシー       | 2004-05  | プレミアリーグ     | 35       | 0        | 0        | 0        | 2        | 0        | 11       | 0        | 0      | 0      | 48   | 0    |
| チェルシー       | 2005-06  | プレミアリーグ     | 34       | 0        | 0        | 0        | 0        | 0        | 7        | 0        | 1      | 0      | 42   | 0    |
| チェルシー       | 2006-07  | プレミアリーグ     | 20       | 0        | 6        | 0        | 2        | 0        | 8        | 0        | 0      | 0      | 36   | 0    |
| チェルシー       | 2007-08  | プレミアリーグ     | 26       | 0        | 1        | 0        | 3        | 0        | 9        | 0        | 1      | 0      | 40   | 0    |
| チェルシー       | 2008-09  | プレミアリーグ     | 35       | 0        | 6        | 0        | 1        | 0        | 12       | 0        | 0      | 0      | 54   | 0    |
| チェルシー       | 2009-10  | プレミアリーグ     | 34       | 0        | 2        | 0        | 0        | 0        | 6        | 0        | 1      | 0      | 43   | 0    |
| チェルシー       | 2010-11  | プレミアリーグ     | 38       | 0        | 3        | 0        | 0        | 0        | 9        | 0        | 0      | 0      | 50   | 0    |
| チェルシー       | 2011-12  | プレミアリーグ     | 34       | 0        | 7        | 0        | 2        | 0        | 13       | 0        | 0      | 0      | 56   | 0    |
| チェルシー       | 2012-13  | プレミアリーグ     | 36       | 0        | 5        | 0        | 3        | 0        | 15       | 0        | 4      | 0      | 63   | 0    |
| チェルシー       | 2013-14  | プレミアリーグ     | 34       | 0        | 1        | 0        | 0        | 0        | 10       | 0        | 1      | 0      | 46   | 0    |
| チェルシー       | 2014-15  | プレミアリーグ     | 7        | 0        | 2        | 0        | 4        | 0        | 3        | 0        | 0      | 0      | 16   | 0    |
| チェルシー       | 通算     | 通算               | 333      | 0        | 33       | 0        | 17       | 0        | 103      | 0        | 8      | 0      | 494  | 0    |
| アーセナル       | 2015-16  | プレミアリーグ     | 34       | 0        | 1        | 0        | 1        | 0        | 5        | 0        | 1      | 0      | 42   | 0    |
| アーセナル       | 2016-17  | プレミアリーグ     | 35       | 0        | 2        | 0        | 0        | 0        | 0        | 0        | 0      | 0      | 37   | 0    |
| アーセナル       | 2017-18  | プレミアリーグ     | 34       | 0        | 0        | 0        | 0        | 0        | 3        | 0        | 1      | 0      | 38   | 0    |
| アーセナル       | 2018-19  | プレミアリーグ     | 7        | 0        | 2        | 0        | 2        | 0        | 11       | 0        | 0      | 0      | 22   | 0    |
| アーセナル       | 通算     | 通算               | 110      | 0        | 5        | 0        | 3        | 0        | 19       | 0        | 2      | 0      | 139  | 0    |
| 総通算           | 総通算   | 総通算             | 567      | 0        | 49       | 0        | 21       | 0        | 134      | 0        | 10     | 0      | 781  | 0    |

## 代表歴

### 出場大会
- チェコ代表
  - 2006 FIFAワールドカップ

### 試合数
- 国際Aマッチ 124試合 0得点（2002年-2016年）[23][24]

| チェコ代表 | 国際Aマッチ | 国際Aマッチ |
| 年         | 出場        | 得点        |
| ---------- | ----------- | ----------- |
| 2002       | 7           | 0           |
| 2003       | 8           | 0           |
| 2004       | 13          | 0           |
| 2005       | 10          | 0           |
| 2006       | 10          | 0           |
| 2007       | 8           | 0           |
| 2008       | 9           | 0           |
| 2009       | 7           | 0           |
| 2010       | 6           | 0           |
| 2011       | 10          | 0           |
| 2012       | 10          | 0           |
| 2013       | 8           | 0           |
| 2014       | 6           | 0           |
| 2015       | 6           | 0           |
| 2016       | 6           | 0           |
| 通算       | 124         | 0           |

## タイトル

### クラブ
チェルシーFC
- UEFAチャンピオンズリーグ：1回 (2011-12)
- UEFAヨーロッパリーグ：1回 (2012-13)
- プレミアリーグ：4回 (2004-05, 2005-06, 2009-10, 2014-15)
- FAカップ：4回 (2006-07, 2008-09, 2009-10, 2011-12)
- フットボールリーグカップ：3回 (2004-05, 2006-07, 2014-15)
- FAコミュニティ・シールド：2回 (2005, 2009)

アーセナルFC
- FAコミュニティ・シールド：2回 (2015, 2017)
- FAカップ：1回 (2016-17)

### 代表
U-21チェコ代表
- UEFA U-21欧州選手権：1回 (2002)

### 個人
- リーグ・アン最優秀GK賞：1回 (2003-2004)
- PFA年間ベストイレブン：2回 (2004-05, 2013-14)
- IFFHS世界最優秀GK賞：1回 (2005)
- プレミアリーグ・ゴールデングローブ：4回 (2004-05, 2009-10, 2013-14, 2015-16)
- プレミアリーグ月間最優秀選手：2回 (2005年12月, 2007年3月)
- チェコ最優秀選手：6回 (2005, 2008, 2009, 2010, 2011, 2012)
- ゴールデンボール賞（チェコ）：7回 (2005, 2006, 2007, 2008, 2010, 2011, 2012)
- UEFAクラブ・フットボール・アワード最優秀GK賞：3回 (2005, 2007, 2008)
- 欧州最優秀ゴールキーパー賞：4回 (2005, 2007, 2008, 2012)
- プレミアリーグ殿堂 : 2023年[25]